# Fița Lovinová
Fița Lovinová (* 14. ledna 1951 Braniștea, Galați) je bývalá rumunská atletka, běžkyně, která se specializovala na střední tratě. Její hlavní disciplínou byla osmistovka a běh na 1500 metrů.

## Kariéra
Na Mistrovství Evropy v atletice 1978 v Praze skončila ve finále běhu na 800 metrů na 8. místě. Na halovém ME 1979 ve Vídni na téže trati vybojovala bronzovou medaili. Bronz získala také na světové letní univerziádě v Ciudad de México.
V roce 1980 poprvé v kariéře reprezentovala na letních olympijských hrách, které se konaly v Moskvě. V závodě na 800 metrů skončila ve druhém semifinálovém běhu na čtvrtém místě, což k postupu do finále nestačilo.
V roce 1984 se stala ve švédském Göteborgu halovou mistryní Evropy v běhu na 1500 metrů (4:10,03). V témže roce vybojovala na letní olympiádě v Los Angeles bronzovou medaili v běhu na 800 metrů. Ve finále trať zaběhla v čase 1:58,83. Stříbro získala Američanka Kim Gallagherová, která byla v cíli o 20 setin sekundy dříve a olympijskou vítězkou se stala krajanka Lovinové Doina Melinteová (1:57,60). Na patnáctistovce obsadila 9. místo (4:09,11).
V lednu roku 1985 se zúčastnila prvního ročníku světových halových her (předchůdce halového MS v atletice) v Paříži, kde získala stříbrnou medaili (1500 m). V cíli prohrála o jednu jedinou setinu s nizozemskou běžkyní Elly van Hulstovou. Stříbro vybojovala také na halovém ME v Pireu v témže roce.

### Osobní rekordy
Hala
- 800 m – 1:59,6 – 15. února 1985, San Diego
- 1500 m – 4:03,46 – 3. března 1985, Pireus

Dráha
- 800 m – 1:56,67 – 12. června 1980, Moskva
- 1500 m – 4:00,12 – 4. června 1983, Bukurešť